# Монмор (Верхние Альпы)
Монмо́р (фр. Montmaur, окс. Montmaur) — коммуна во Франции, находится в регионе Прованс — Альпы — Лазурный Берег. Департамент коммуны — Верхние Альпы. Входит в состав кантона Вейн. Округ коммуны — Гап.
Код INSEE коммуны — 05087.

## Население
Население коммуны на 2008 год составляло 510 человек.
| 1962 | 1968 | 1975 | 1982 | 1990 | 1999 | 2008 |
| ---- | ---- | ---- | ---- | ---- | ---- | ---- |
| 190  | 277  | 229  | 282  | 311  | 423  | 510  |

## Экономика
В 2007 году среди 316 человек в трудоспособном возрасте (15—64 лет) 239 были экономически активными, 77 — неактивными (показатель активности — 75,6 %, в 1999 году было 67,4 %). Из 239 активных работали 220 человек (116 мужчин и 104 женщины), безработных было 19 (11 мужчин и 8 женщин). Среди 77 неактивных 20 человек были учениками или студентами, 34 — пенсионерами, 23 были неактивными по другим причинам.

## Достопримечательности
- Замок Монмор (XV век), перестроен в XVI веке, по углам имеет четыре круглые башни.
- Руины башни сарацин, расположена на холме.
- Часовня Сент-Филомен.

## Известные уроженцы
- Пьер Алексис Понсон дю Террай (1829—1871) — французский писатель, мастер жанра роман-фельетон, создатель персонажа разбойника Рокамболя

## Фотогалерея

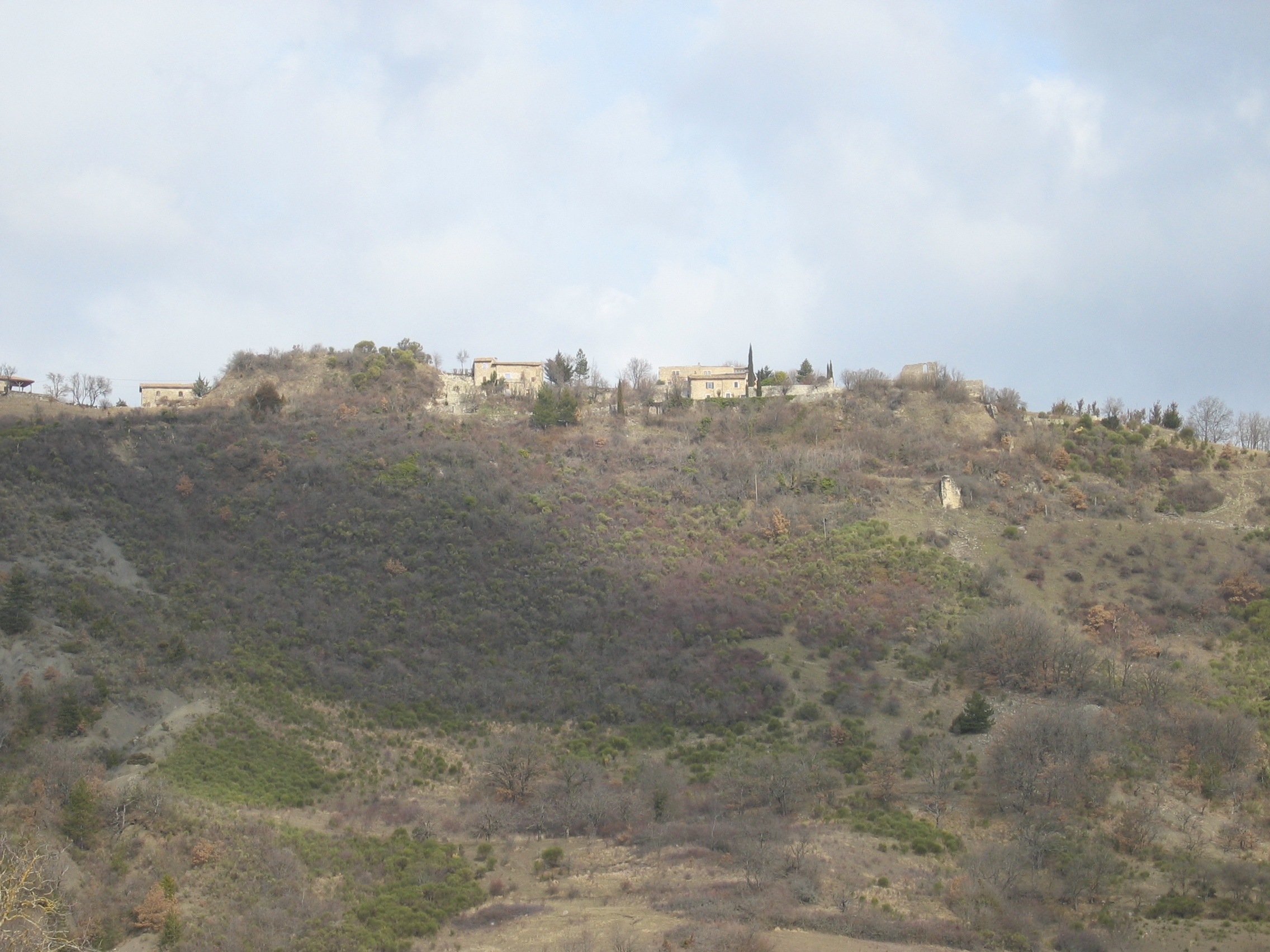
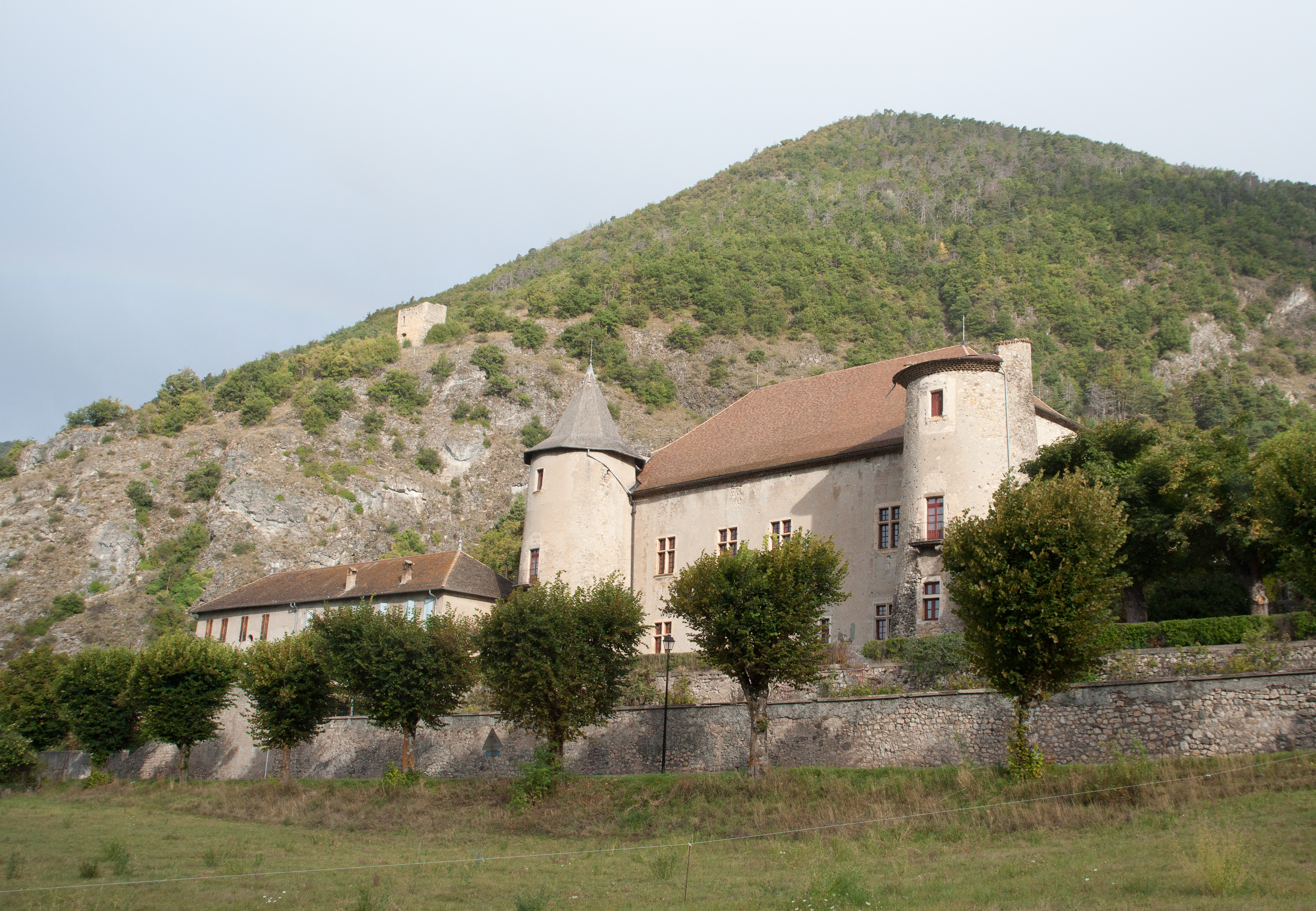
Замок Монмор
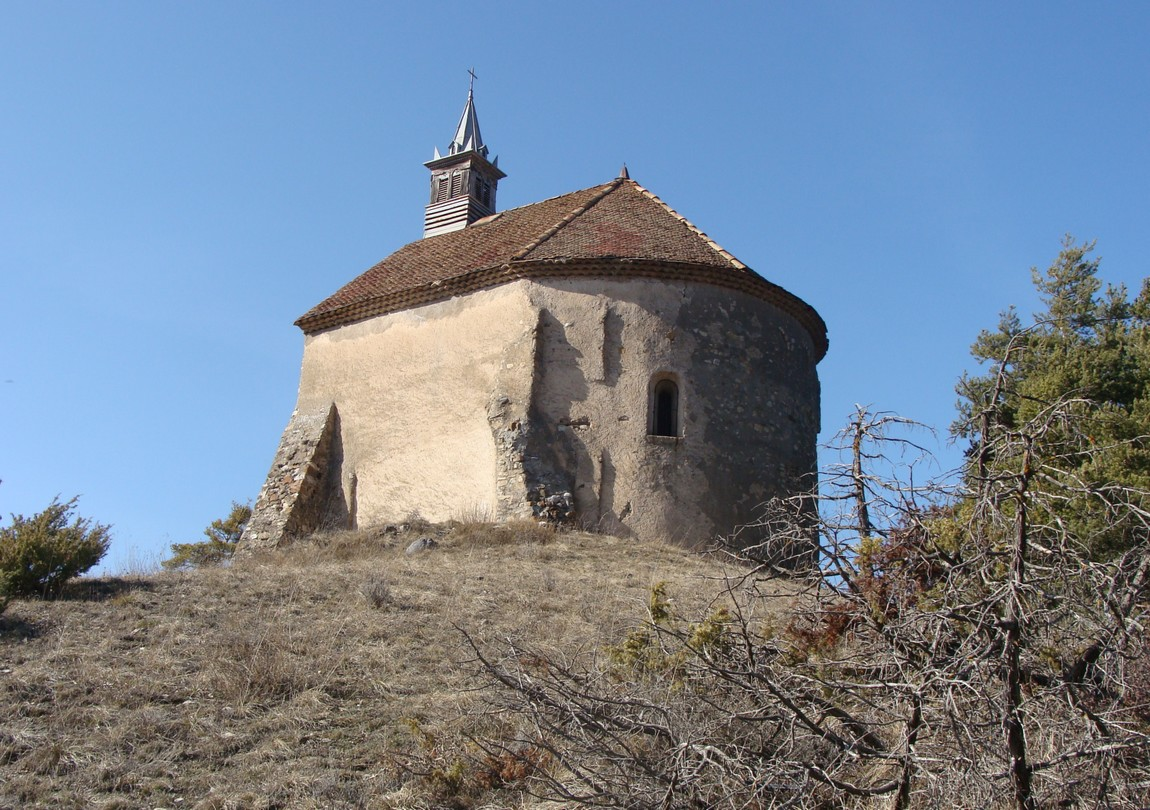
Часовня Сент-Филомен